# Cazaquistão nos Jogos Olímpicos de Verão de 2008
O Cazaquistão  competiu nos Jogos Olímpicos de Verão de 2008, em Pequim, na China.

## Medalhas
| Atleta                | Esporte        | Evento                           | Medalha |
| --------------------- | -------------- | -------------------------------- | ------- |
| Ilya Ilin             | Halterofilismo | Até 94 kg masculino              | Ouro    |
| Bakhyt Sarsekbayev    | Boxe           | Peso meio-médio                  | Ouro    |
| Irina Nekrassova      | Halterofilismo | Até 63 kg feminino               | Prata   |
| Alla Vazhednina       | Halterofilismo | Até 75 kg feminino               | Prata   |
| Askhat Zhitkeyev      | Judô           | Até 100 kg masculino             | Prata   |
| Tigiyev Taimuraz      | Lutas          | Livre até 96 kg masculino        | Prata   |
| Nurbakyt Tengizbayev  | Lutas          | Greco-romana até 60 kg masculino | Bronze  |
| Asset Mambetov        | Lutas          | Greco-romana até 96 kg masculino | Bronze  |
| Marid Mutalimov       | Lutas          | Livre até 120 kg masculino       | Bronze  |
| Yelena Shalygina      | Lutas          | Livre até 63 kg feminino         | Bronze  |
| Mariya Grabovetskaya  | Halterofilismo | Mais de 75 kg feminino           | Bronze  |
| Yerkebulan Shynaliyev | Boxe           | Peso meio-pesado                 | Bronze  |
| Arman Chilmanov       | Taekwondo      | Mais de 80 kg masculino          | Bronze  |

## Desempenho

### Atletismo
Masculino
| Atletas             | Evento                | Preliminares  | Preliminares  | Quartas     | Quartas     | Semifinal   | Semifinal   | Final         | Final         |
| Atletas             | Evento                | Marca         | Posição       | Marca       | Posição     | Marca       | Posição     | Marca         | Posição       |
| ------------------- | --------------------- | ------------- | ------------- | ----------- | ----------- | ----------- | ----------- | ------------- | ------------- |
| Vyacheslav Muravyev | 200 metros            | 21s68         | 56º           | Não avançou | Não avançou | Não avançou | Não avançou | Não avançou   | Não avançou   |
| Yevgeniy Meleshenko | 400 m com barreiras   | Não completou | Não completou |             |             | Não avançou | Não avançou | Não avançou   | Não avançou   |
| Rustam Kuvatov      | 20 km marcha atlética |               |               |             |             |             |             | 1h28m25s      | 42º           |
| Takhir Mamashayev   | Maratona              |               |               |             |             |             |             | 2h30 m26s     | 70º           |
| Sergey Zasimovich   | Salto em altura       | 2,10 m        | 37º           |             |             |             |             | Não avançou   | Não avançou   |
| Roman Valiyev       | Salto triplo          | 16,20 m       | 30º           |             |             |             |             | Não avançou   | Não avançou   |
| Dmitriy Karpov      | Decatlo               |               |               |             |             |             |             | Não completou | Não completou |

Feminino
| Atletas               | Evento                | Preliminares | Preliminares | Semifinal   | Semifinal   | Final         | Final         |
| Atletas               | Evento                | Marca        | Posição      | Marca       | Posição     | Marca         | Posição       |
| --------------------- | --------------------- | ------------ | ------------ | ----------- | ----------- | ------------- | ------------- |
| Anastassiya Pilipenko | 100 m com barreiras   | 12s99        | 17º          | Não avançou | Não avançou | Não avançou   | Não avançou   |
| Natalya Ivoninskaya   | 100 m com barreiras   | 13s20        | 27º          | Não avançou | Não avançou | Não avançou   | Não avançou   |
| Olga Tereshkova       | 400 metros            | 53s36        | 40º          | Não avançou | Não avançou | Não avançou   | Não avançou   |
| Tatyana Azarova       | 400 m com barreiras   | 56s88        | 19º          | Não avançou | Não avançou | Não avançou   | Não avançou   |
| Svetlana Tolstaya     | 20 km marcha atlética |              |              |             |             | 1h34m03s      | 29º           |
| Marina Aitova         | Salto em altura       | 1,93m        | 1º           |             |             | 1,93m         | 10º           |
| Yekaterina Yevseyeva  | Salto em altura       | 1,85m        | 28º          |             |             | Não avançou   | Não avançou   |
| Olga Rypakova         | Salto em distância    | 6,30 m       | 29º          |             |             | Não avançou   | Não avançou   |
| Olga Rypakova         | Salto triplo          | 14,64m       | 4º           |             |             | 15,11m        | 4º            |
| Irina Litvinenko      | Salto triplo          | 12,92m       | 32º          |             |             | Não avançou   | Não avançou   |
| Yelena Parfyonova     | Salto triplo          | 13,46m       | 27º          |             |             | Não avançou   | Não avançou   |
| Iolanta Ulyeva        | Arremesso de peso     | 15,49m       | 32º          |             |             | Não avançou   | Não avançou   |
| Irina Naumenko        | Heptatlo              |              |              |             |             | Não completou | Não completou |

### Boxe
| Atleta                | Evento                  | Fase de 32                 | Fase de 16                  | Quartas                      | Semifinais              | Final                             | Posição           |
| Atleta                | Evento                  | Adversário e resultado     | Adversário e resultado      | Adversário e resultado       | Adversário e resultado  | Adversário e resultado            | Posição           |
| --------------------- | ----------------------- | -------------------------- | --------------------------- | ---------------------------- | ----------------------- | --------------------------------- | ----------------- |
| Birzhan Zhakypov      | Peso mosca-ligeiro      | HUN P. Bedák V PTS 7:6     | ARM H. Danielyan V PTS 13:7 | CHN Zou S. D PTS 4:9         | Não avançou             | Não avançou                       | Não avançou       |
| Mirat Sarsembayev     | Peso mosca              | POL R. Kaczor V PTS 14:5   | RUS G. Balakshin D PTS 4:12 | Não avançou                  | Não avançou             | Não avançou                       | Não avançou       |
| Kanat Abutalipov      | Peso galo               |                            | CUB Y. León D PTS 3:10      | Não avançou                  | Não avançou             | Não avançou                       | Não avançou       |
| Galib Jafarov         | Peso pena               | AZE S. Imranov D PTS 5:9   | Não avançou                 | Não avançou                  | Não avançou             | Não avançou                       | Não avançou       |
| Merey Akshalov        | Peso leve               | HUN M. Varga V PTS 12:3    | CHN Hu Q. D PTS 7:11        | Não avançou                  | Não avançou             | Não avançou                       | Não avançou       |
| Serik Sapiyev         | Peso meio-médio-ligeiro |                            | VEN J. Sánchez V PTS 22:3   | THA M. Boonjumnong D PTS 5:7 | Não avançou             | Não avançou                       | Não avançou       |
| Bakhyt Sarsekbayev    | Peso meio-médio         | CAN A. Trupish V PTS 20:1  | MDA V. Gruşac V RSCI        | UZB D. Mahmudov V PTS 12:7   | KOR Kim J-J. V PTS 10:6 | CUB C. Banteaux Suárez V PTS 18:9 | Medalha de ouro   |
| Bakhtiyar Artayev     | Peso médio              | MAR S. Rachidi V PTS 8:2   | RUS M. Korobov V PTS 10:7   | GBR J. DeGale D PTS 3:8      | Não avançou             | Não avançou                       | Não avançou       |
| Yerkebulan Shynaliyev | Peso meio-pesado        | LTU D. Semiotas V PTS 11:3 | PUR C. Negrón V PTS 9:3     | TJK D. Kurbanov V DSQ        | CHN Zhang X. D PTS 4:+4 | Não avançou                       | Medalha de bronze |
| Ruslan Myrsatayev     | Peso superpesado        |                            | AUS D. Beahan V RSC         | CHN Zhang Z. D PTS 2:12      | Não avançou             | Não avançou                       | Não avançou       |

### Canoagem de velocidade
Masculino
| Atleta                                 | Evento     | Preliminar | Preliminar | Semifinais | Semifinais | Final       | Final       |
| Atleta                                 | Evento     | Tempo      | Posição    | Tempo      | Posição    | Tempo       | Posição     |
| -------------------------------------- | ---------- | ---------- | ---------- | ---------- | ---------- | ----------- | ----------- |
| Mikhail Yemelyanov                     | C-1 500 m  | 1m54s832   | 5º         | 2m06s908   | 8º         | Não avançou | Não avançou |
| Mikhail Yemelyanov                     | C-1 1000 m | 4m19s259   | 7º         | 4m16s813   | 8º         | Não avançou | Não avançou |
| Alexandr Dyadchuk Kaisar Nurmaganbetov | C-2 500 m  | 1m45s730   | 7º         | 1m44s992   | 7º         | Não avançou | Não avançou |
| Dmitriy Torlopov                       | K-1 500 m  | 1m39s892   | 6º         | 1m47s573   | 7º         | Não avançou | Não avançou |
| Dmitriy Torlopov                       | K-1 1000 m | 3m39s671   | 6º         | 3m47s212   | 8º         | Não avançou | Não avançou |
| Alexey Dergunov Dmitriy Kaltenberger   | K-2 500 m  | 1m33s363   | 7º         | 1m33s512   | 6º         | Não avançou | Não avançou |

### Canoagem slalom
Feminino
| Atleta               | Evento | Preliminar | Preliminar | Preliminar | Preliminar | Preliminar | Preliminar | Semifinais | Semifinais | Final       | Final       | Total       | Posição     |
| Atleta               | Evento | Descida 1  | Posição    | Descida 2  | Posição    | Total      | Posição    | Tempo      | Posição    | Tempo       | Posição     | Total       | Posição     |
| -------------------- | ------ | ---------- | ---------- | ---------- | ---------- | ---------- | ---------- | ---------- | ---------- | ----------- | ----------- | ----------- | ----------- |
| Yekaterina Lukicheva | K-1    | 113s26     | 15º        | 108s03     | 14º        | 221s29     | 11º        | 128s08     | 12º        | Não avançou | Não avançou | Não avançou | Não avançou |

### Ciclismo de estrada
Masculino
| Atleta          | Evento             | Final             | Final         |
| Atleta          | Evento             | Tempo             | Posição       |
| --------------- | ------------------ | ----------------- | ------------- |
| Maxim Iglinsky  | Corrida em estrada | Não completou     | Não completou |
| Andrey Mizourov | Corrida em estrada | 6h26m27s (+2m38s) | 43º           |
| Andrey Mizourov | Contra o relógio   | 1h06m32s (+4m21s) | 23º           |

Feminino
| Atleta           | Evento             | Final              | Final   |
| Atleta           | Evento             | Tempo              | Posição |
| ---------------- | ------------------ | ------------------ | ------- |
| Zulfiya Zabirova | Corrida em estrada | 3h32m45s (+0 m21s) | 10º     |
| Zulfiya Zabirova | Contra o relógio   | 36m29s (+1m38s)    | 9º      |

### Ginástica rítmica
| Atleta          | Evento     | Qualificatória | Qualificatória | Qualificatória | Qualificatória | Qualificatória | Qualificatória | Final  | Final  | Final  | Final  | Final  | Final   |
| Atleta          | Evento     | Arco           | Corda          | Maças          | Fita           | Total          | Posição        | Arco   | Corda  | Maças  | Fita   | Total  | Posição |
| --------------- | ---------- | -------------- | -------------- | -------------- | -------------- | -------------- | -------------- | ------ | ------ | ------ | ------ | ------ | ------- |
| Aliya Yussupova | Individual | 17,575         | 17,900         | 17,575         | 16,750         | 69,800         | 5º             | 17,825 | 17,625 | 17,650 | 16,700 | 69,800 | 5º      |

### Halterofilismo
Masculino
| Atleta             | Evento | Arranque (kg) | Arremesso (kg) | Total (kg) | Posição         |
| ------------------ | ------ | ------------- | -------------- | ---------- | --------------- |
| Vladimir Kuznetsov | -77kg  | 160,0         | 191,0          | 351,0      | 9º              |
| Vladimir Sedov     | -85kg  | 108,0         | 200,0          | 380,0      | 4º              |
| Ilya Ilin          | -94kg  | 180,0         | 226,0          | 406,0      | Medalha de ouro |
| Bakhyt Akhmetov    | -105kg | 190,0         | 225,0          | 415,0      | 5º              |
| Sergey Istomin     | -105kg | 181,0         | 225,0          | 406,0      | 7º              |

Feminino
| Atleta               | Evento | Arranque (kg) | Arremesso (kg) | Total (kg)   | Posição           |
| -------------------- | ------ | ------------- | -------------- | ------------ | ----------------- |
| Maya Maneza          | -63kg  | Não competiu  | Não competiu   | Não competiu | Não competiu      |
| Irina Nekrassova     | -63kg  | 104,0         | 127,0          | 240,0        | Medalha de prata  |
| Alla Vazhednina      | -75kg  | 119,0         | 147,0          | 266,0        | Medalha de prata  |
| Mariya Grabovetskaya | +75kg  | 120,0         | 150,0          | 270,0        | Medalha de bronze |

### Handebol
Feminino
| Equipe | Fase de grupos                                                                                  | Fase de grupos | Quartas de final       | Semifinal              | Final                  | Pos. |
| Equipe | Adversário e resultado                                                                          | Pos.           | Adversário e resultado | Adversário e resultado | Adversário e resultado | Pos. |
| --- | ----------------------------------------------------------------------------------------------- | -------------- | ---------------------- | ---------------------- | ---------------------- | ---- |
| Gulzira Iskakova Irina Borechko Marina Pikalova Natalya Kubrina Natalya Yakovleva Olga Travnikova Olga Ajiderskaya Yana Vassilyeva Yelena Portova Xeniya Nikandrova Yelena Ilyukhina Tatiana Parfenova Yuliya Markovich Yekaterina Tyapkova | ROU Romênia D 19-31 FRA França D 18-21 NOR Noruega D 19-35 CHN China V 29-26 ANG Angola E 24-24 | 5º (Gr. A)     | Não avançou            | Não avançou            | Não avançou            | 10º  |

### Judô
Masculino
| Atleta               | Evento  | Preliminares           | Fase de 32                  | Fase de 16               | Quartas                  | Semifinais              | Repescagem                 | Repescagem             | Repescagem             | Final                           | Final            |
| Atleta               | Evento  | Preliminares           | Fase de 32                  | Fase de 16               | Quartas                  | Semifinais              | 1ª fase                    | Quartas                | Semifinais             | Final                           | Final            |
| Atleta               | Evento  | Adversário e resultado | Adversário e resultado      | Adversário e resultado   | Adversário e resultado   | Adversário e resultado  | Adversário e resultado     | Adversário e resultado | Adversário e resultado | Adversário e resultado          | Pos.             |
| -------------------- | ------- | ---------------------- | --------------------------- | ------------------------ | ------------------------ | ----------------------- | -------------------------- | ---------------------- | ---------------------- | ------------------------------- | ---------------- |
| Salamat Utarbayev    | -60 kg  |                        | CHN Liu R. D 0000-0001      | Não avançou              | Não avançou              | Não avançou             | Não avançou                | Não avançou            | Não avançou            | Não avançou                     | Não avançou      |
| Rinat Ibragimov      | -73 kg  |                        | KOR Wang K-C. D 0000-1011   |                          |                          |                         | UZB S. Muminov D 0001-1010 | Não avançou            | Não avançou            | Não avançou                     | Não avançou      |
| Askhat Zhitkeyev     | -100 kg |                        | KUW T. Al-Enezi V 1110-0000 | BIH A. Mekić V 1001-0010 | HUN D. Hadfi V 1111-0100 | NED H. Grol V 1010-0100 |                            |                        |                        | MGL N. Tüvshinbayar D 0010-0110 | Medalha de prata |
| Yeldos Ikhsangaliyev | +100 kg |                        | AUS S. Pepic V 0020-0000    | FRA T. Riner D 0000-1000 | Não avançou              | Não avançou             | Não avançou                | Não avançou            | Não avançou            | Não avançou                     | Não avançou      |

Feminino
| Atleta            | Evento | Preliminares           | Fase de 32                   | Fase de 16                  | Quartas                  | Semifinais             | Repescagem               | Repescagem                     | Repescagem                | Final                                          | Final       |
| Atleta            | Evento | Preliminares           | Fase de 32                   | Fase de 16                  | Quartas                  | Semifinais             | 1ª fase                  | Quartas                        | Semifinais                | Final                                          | Final       |
| Atleta            | Evento | Adversário e resultado | Adversário e resultado       | Adversário e resultado      | Adversário e resultado   | Adversário e resultado | Adversário e resultado   | Adversário e resultado         | Adversário e resultado    | Adversário e resultado                         | Pos.        |
| ----------------- | ------ | ---------------------- | ---------------------------- | --------------------------- | ------------------------ | ---------------------- | ------------------------ | ------------------------------ | ------------------------- | ---------------------------------------------- | ----------- |
| Kelbet Nurgazina  | -48 kg |                        | FRA F. Jossinet V 1000-0000  | BUR H. Ouelgo V 1001-0000   | PRK Pak O-S. D 0001-0011 |                        |                          | POR A. Hormigo D 0001-0002     | Não avançou               | Não avançou                                    | Não avançou |
| Sholpan Kaliyeva  | -52 kg |                        |                              | TPE Shih P-C. V 0021-0020   | PRK An K-A. D 0000-0200  |                        |                          | VEN F. Velázquez V 0010-0000   | BEL I. Heylen V 1000-0000 | Disputa pelo bronze: ALG S. Haddad D 0010-0121 | 5º          |
| Gulzat Uralbayeva | -57 kg |                        | USA V. Gotay D 0010-1001     | Não avançou                 | Não avançou              | Não avançou            | Não avançou              | Não avançou                    | Não avançou               | Não avançou                                    | Não avançou |
| Zhanar Zhanzunova | -70 kg |                        | COL Y. Alvear D 0000-1000    | Não avançou                 | Não avançou              | Não avançou            | Não avançou              | Não avançou                    | Não avançou               | Não avançou                                    | Não avançou |
| Sagat Abikeyeva   | -78 kg |                        | CUB Y. Castillo D 0000-1021  |                             |                          |                        | IND D. Tewar V 1010-0000 | FRA S. Possamaï D 0001-1010    | Não avançou               | Não avançou                                    | Não avançou |
| Golzhan Issanova  | +78 kg |                        | POL U. Sadkowska V 0101-0010 | SLO L. Polavder D 0001-1000 |                          |                        |                          | MGL D. Tserenkhand D 0000-1000 | Não avançou               | Não avançou                                    | Não avançou |

### Lutas
Greco-romana
| Atleta               | Evento | Preliminar                 | Oitavas de final                 | Quartas de final                   | Semifinal                 | Repescagem 1ª rodada        | Repescagem 2ª rodada            | Final                                                 | Final             |
| Atleta               | Evento | Adversário e resultado     | Adversário e resultado           | Adversário e resultado             | Adversário e resultado    | Adversário e resultado      | Adversário e resultado          | Adversário e resultado                                | Pos.              |
| -------------------- | ------ | -------------------------- | -------------------------------- | ---------------------------------- | ------------------------- | --------------------------- | ------------------------------- | ----------------------------------------------------- | ----------------- |
| Asset Imanbaev       | -55 kg |                            | ARM R. Amoyan D 1-4, 1-3         | Não avançou                        | Não avançou               | Não avançou                 | Não avançou                     | Não avançou                                           | Não avançou       |
| Nurbakyt Tengizbayev | -60 kg |                            | NOR S-A. Berge V 3-0, 3-0        | KOR Jung J-H. V 1-2, 3-2, 2-0      | AZE V. Rahimov D 1-1, 0-7 |                             |                                 | Disputa pelo bronze: CHN Sheng J. V 4-1, 1-2, 3-0     | Medalha de bronze |
| Darkhan Bayakhmetov  | -66 kg |                            | GER M. Thätner V 2-1, 3-1        | CHN Li Y. V 4-1, 2-4, 5-1          | FRA S. Guenot D 1-1, 0-3  |                             |                                 | Disputa pelo bronze: BLR M. Siamionau D 0-2, 1-1, 1-1 | 5º                |
| Roman Melyoshin      | -74 kg |                            | AUS H. Shahsavan V 3-0, 1-2, 5-0 | BLR A. Mikhalovich D 1-1, 1-1, 1-2 | Não avançou               | Não avançou                 | Não avançou                     | Não avançou                                           | Não avançou       |
| Andrey Samokhin      | -84 kg |                            | RUS A. Mishine D 1-2, 0-3        | Não avançou                        | Não avançou               | Não avançou                 | Não avançou                     | Não avançou                                           | Não avançou       |
| Asset Mambetov       | -96 kg | RUS A. Khushtov D 0-5, 0-5 |                                  |                                    |                           | ITA D. Timoncini V 2-1, 2-0 | LTU M. Ežerskis V 1-2, 1-1, 3-1 | Disputa pelo bronze: CZE M. Švec V 1-1, 6-0           | Medalha de bronze |

Livre masculino
| Atleta                  | Evento  | Preliminar                  | Oitavas de final            | Quartas de final               | Semifinal                          | Repescagem 1ª rodada   | Repescagem 2ª rodada   | Final                                             | Final             |
| Atleta                  | Evento  | Adversário e resultado      | Adversário e resultado      | Adversário e resultado         | Adversário e resultado             | Adversário e resultado | Adversário e resultado | Adversário e resultado                            | Pos.              |
| ----------------------- | ------- | --------------------------- | --------------------------- | ------------------------------ | ---------------------------------- | ---------------------- | ---------------------- | ------------------------------------------------- | ----------------- |
| Zhassulan Mukhtarbekuly | -55 kg  | UZB D. Mansurov D 0-1, 0-1  | Não avançou                 | Não avançou                    | Não avançou                        | Não avançou            | Não avançou            | Não avançou                                       | Não avançou       |
| Baurzhan Orazgaliyev    | -60 kg  |                             | IND Y. Dutt D 2-0, 0-3, 0-5 | Não avançou                    | Não avançou                        | Não avançou            | Não avançou            | Não avançou                                       | Não avançou       |
| Leonid Spiridonov       | -66 kg  | CHN Wang Q. V 1-1, 4-0, 2-0 | AZE E. Azizov V 2-0, 1-0    | RUS I. Farniev V 0-3, 1-0, 1-0 | UKR A. Stadnik D 0-1, 0-2          |                        |                        | Disputa pelo bronze: IND S. Kumar D 1-2, 1-0, 0-1 | 5º                |
| Gennadiy Laliyev        | -84 kg  | UZB Z. Sokhiev D 4-5, 0-1   | Não avançou                 | Não avançou                    | Não avançou                        | Não avançou            | Não avançou            | Não avançou                                       | Não avançou       |
| Taimuraz Tigiyev        | -96 kg  |                             | VEN L. Vivenez V 6-0, 3-0   | CUB M. Batista V 2-0, 1-0      | GEO G. Gogshelidze V 1-1, 0-1, 2-0 |                        |                        | RUS S. Muradov D 0-1, 0-1                         | Medalha de prata  |
| Marid Mutalimov         | -120 kg |                             | KOR Kim J-G. V 1-1, 2-0     | TUR A. Polatçı V 1-0, 1-2, 2-0 | RUS B. Akhmedov D 0-6, 0-1         |                        |                        | Disputa pelo bronze: IRI F. Masoumi V 8-3, 1-1    | Medalha de bronze |

Livre feminino
| Atleta           | Evento | Preliminar             | Oitavas de final                 | Quartas de final          | Semifinal               | Repescagem 1ª rodada   | Repescagem 2ª rodada         | Final                                                  | Final             |
| Atleta           | Evento | Adversário e resultado | Adversário e resultado           | Adversário e resultado    | Adversário e resultado  | Adversário e resultado | Adversário e resultado       | Adversário e resultado                                 | Pos.              |
| ---------------- | ------ | ---------------------- | -------------------------------- | ------------------------- | ----------------------- | ---------------------- | ---------------------------- | ------------------------------------------------------ | ----------------- |
| Tatyana Bakatyuk | -48 kg |                        | GER A. Engelhardt V 1-0, 1-0     | ESA I. Medrano V 5-0, 2-0 | CAN C. Huynh D 0-1, 0-4 |                        |                              | Disputa pelo bronze: AZE M. Stadnik D 1-2, 0-8         | 5º                |
| Olga Smirnova    | -55 kg |                        | BLR A. Filipova V 2-3, 3-0, 4-2  | CHN Xu L. D 1-0, 0-2, 1-2 |                         |                        | ROU A. Pavăl D 3-5, 1-1, 0-3 | Não avançou                                            | Não avançou       |
| Yelena Shalygina | -63 kg |                        | RUS A. Kartashova D 0-1, 0-3     |                           |                         |                        | BUL E. Vaseva V 5-0, 5-0     | Disputa pelo bronze: FRA L. Golliot-Legrand V 5-0, 3-2 | Medalha de bronze |
| Olga Zhanibekova | -72 kg |                        | BRA R. Conceição D 1-0, 0-3, 0-4 | Não avançou               | Não avançou             | Não avançou            | Não avançou                  | Não avançou                                            | Não avançou       |

### Nado sincronizado
| Atletas                   | Evento | Rotina técnica | Rotina técnica | Rotina livre | Rotina livre | Rotina livre | Rotina livre | Rotina livre - Final | Rotina livre - Final | Rotina livre - Final | Rotina livre - Final |
| Atletas                   | Evento | Pontos         | Posição        | Pontos       | Posição      | Total        | Posição      | Pontos               | Posição              | Total                | Posição              |
| ------------------------- | ------ | -------------- | -------------- | ------------ | ------------ | ------------ | ------------ | -------------------- | -------------------- | -------------------- | -------------------- |
| Ainur Kerey Arna Toktagan | Dueto  | 41,750         | 20º            | 42,583       | 20º          | 84,333       | 20º          | Não avançou          | Não avançou          | Não avançou          | Não avançou          |

### Natação
Masculino
| Atleta(s)           | Evento          | Eliminatórias | Eliminatórias | Semifinal   | Semifinal   | Final       | Final       |
| Atleta(s)           | Evento          | Tempo         | Posição       | Tempo       | Posição     | Tempo       | Posição     |
| ------------------- | --------------- | ------------- | ------------- | ----------- | ----------- | ----------- | ----------- |
| Stanislav Kuzmin    | 50 m livre      | 22s91         | 48º           | Não avançou | Não avançou | Não avançou | Não avançou |
| Alexandr Sklyar     | 100 m livre     | 51s24         | 52º           | Não avançou | Não avançou | Não avançou | Não avançou |
| Artur Dilman        | 200 m livre     | 1m52s90       | 52º           | Não avançou | Não avançou | Não avançou | Não avançou |
| Oleg Rabota         | 400 m livre     | 4m02s16       | 36º           |             |             | Não avançou | Não avançou |
| Oleg Rabota         | 200 m costas    | 2m01s95       | 33º           | Não avançou | Não avançou | Não avançou | Não avançou |
| Stanislav Ossinskiy | 100 m costas    | 57s42         | 42º           | Não avançou | Não avançou | Não avançou | Não avançou |
| Yevgeniy Ryzhov     | 100 m peito     | 1m01s83       | 35º           | Não avançou | Não avançou | Não avançou | Não avançou |
| Yevgeniy Ryzhov     | 200 m peito     | 2m12s44       | 25º           | Não avançou | Não avançou | Não avançou | Não avançou |
| Vladislav Polyakov  | 100 m peito     | 1m00s80       | 17º           | Não avançou | Não avançou | Não avançou | Não avançou |
| Vladislav Polyakov  | 200 m peito     | 2m10s83       | 11º           | 2m11s87     | 15º         | Não avançou | Não avançou |
| Rustam Khudiyev     | 100 m borboleta | 54s62         | 56º           | Não avançou | Não avançou | Não avançou | Não avançou |
| Dmitriy Gordiyenko  | 200 m medley    | 2m03s92       | 37º           | Não avançou | Não avançou | Não avançou | Não avançou |
| Dmitriy Gordiyenko  | 400 m medley    | 4m25s20       | 26º           |             |             | Não avançou | Não avançou |

Feminino
| Atleta(s)           | Evento       | Eliminatórias | Eliminatórias | Semifinal   | Semifinal   | Final       | Final       |
| Atleta(s)           | Evento       | Tempo         | Posição       | Tempo       | Posição     | Tempo       | Posição     |
| ------------------- | ------------ | ------------- | ------------- | ----------- | ----------- | ----------- | ----------- |
| Marina Mulyayeva    | 50 m livre   | 26s57         | 46º           | Não avançou | Não avançou | Não avançou | Não avançou |
| Yekaterina Rudenko  | 100 m costas | 1m04s85       | 45º           | Não avançou | Não avançou | Não avançou | Não avançou |
| Yekaterina Sadovnik | 100 m peito  | 1m11s14       | 34º           | Não avançou | Não avançou | Não avançou | Não avançou |

### Pentatlo moderno
Feminino
| Atleta             | Evento     | Tiro   | Tiro | Esgrima  | Esgrima | Natação | Natação | Hipismo | Hipismo | Corrida    | Corrida | Total | Posição |
| Atleta             | Evento     | Pontos | PPM  | Vitórias | PPM     | Tempo   | PPM     | Pontos  | PPM     | Tempo      | PPM     | PPM   | Posição |
| ------------------ | ---------- | ------ | ---- | -------- | ------- | ------- | ------- | ------- | ------- | ---------- | ------- | ----- | ------- |
| Lada Jiyenbalanova | Individual | 170    | 976  | 15       | 760     | 2m19s13 | 1252    | 142.90  | 748     | Não largou | 0       | 3736  | 36º     |
| Galina Dolgushina  | Individual | 176    | 1048 | 23       | 952     | 2m26s28 | 1168    | 69.21   | 1144    | 11m44s57   | 904     | 5216  | 26º     |

Legenda: PPM = Pontos de Pentatlo moderno

### Remo
Feminino
| Equipe                                | Evento           | Eliminatórias | Eliminatórias | Repescagem | Repescagem | Quartas | Quartas  | Semifinal | Semifinal | Final   | Final                |
| Equipe                                | Evento           | Tempo         | Posição       | Tempo      | Posição    | Tempo   | Posição  | Tempo     | Posição   | Tempo   | Posição (Pos. final) |
| ------------------------------------- | ---------------- | ------------- | ------------- | ---------- | ---------- | ------- | -------- | --------- | --------- | ------- | -------------------- |
| Inga Dudchenko                        | Skiff simples    | 8m28s24       | 4º Q          |            |            | 8m15s88 | 5º S C/D | 8m16s95   | 3º FC     | 8m16s09 | 6º (18º)             |
| Alexandra Opachanova Natalya Voronova | Skiff duplo leve | 7m29s07       | 6º R          | 7m54s12    | 5º FC      |         |          |           |           | 7m32s36 | 4º (16º)             |

### Taekwondo
Masculino
| Atleta          | Evento | Preliminares            | Quartas                | Semifinais             | Repescagem             | Final                                   | Posição           |
| Atleta          | Evento | Adversário e resultado  | Adversário e resultado | Adversário e resultado | Adversário e resultado | Adversário e resultado                  | Posição           |
| --------------- | ------ | ----------------------- | ---------------------- | ---------------------- | ---------------------- | --------------------------------------- | ----------------- |
| Arman Chilmanov | +80kg  | GRE A. Nikolaidis D 3-4 |                        |                        | MAR A. Zrouri V WDR    | Disputa pelo bronze: CUB A. Matos V DSQ | Medalha de bronze |

Feminino
| Atleta       | Evento | Preliminares           | Quartas                | Semifinais             | Repescagem             | Final                  | Posição     |
| Atleta       | Evento | Adversário e resultado | Adversário e resultado | Adversário e resultado | Adversário e resultado | Adversário e resultado | Posição     |
| ------------ | ------ | ---------------------- | ---------------------- | ---------------------- | ---------------------- | ---------------------- | ----------- |
| Liya Nurkina | -67kg  | FRA G. Épangue D 0-3   | Não avançou            | Não avançou            | Não avançou            | Não avançou            | Não avançou |

### Tênis de mesa
Feminino
| Atleta(s)        | Evento     | Preliminar                                     | 1ª etapa               | 2ª etapa               | 3ª etapa               | 4ª etapa               | Quartas                | Semifinais             | Final                  |
| Atleta(s)        | Evento     | Adversário e resultado                         | Adversário e resultado | Adversário e resultado | Adversário e resultado | Adversário e resultado | Adversário e resultado | Adversário e resultado | Adversário e resultado |
| ---------------- | ---------- | ---------------------------------------------- | ---------------------- | ---------------------- | ---------------------- | ---------------------- | ---------------------- | ---------------------- | ---------------------- |
| Marina Shumakova | Individual | UKR M. Pesotska D 0-4 (8-11, 6-11, 6-11, 6-11) | Não avançou            | Não avançou            | Não avançou            | Não avançou            | Não avançou            | Não avançou            | Não avançou            |

### Tiro
Masculino
| Atleta            | Evento                 | Qualificação | Qualificação | Final       | Final       | Posição |
| Atleta            | Evento                 | Placar       | Posição      | Placar      | Total       | Posição |
| ----------------- | ---------------------- | ------------ | ------------ | ----------- | ----------- | ------- |
| Vitaliy Dovgun    | Carabina de ar 10 m    | 587          | 38º          | Não avançou | Não avançou | 38º     |
| Vitaliy Dovgun    | Carabina deitado 50 m  | 592          | 20º          | Não avançou | Não avançou | 20º     |
| Vitaliy Dovgun    | Carabina três posições | 1158         | 32º          | Não avançou | Não avançou | 32º     |
| Yuriy Yurkov      | Carabina de ar 10 m    | 586          | 42º          | Não avançou | Não avançou | 42º     |
| Yuriy Yurkov      | Carabina deitado 50 m  | 588          | 42º          | Não avançou | Não avançou | 42º     |
| Yuriy Yurkov      | Carabina três posições | 1162         | 27º          | Não avançou | Não avançou | 27º     |
| Rashid Yunusmetov | Pistola de ar 10 m     | 578          | 20º          | Não avançou | Não avançou | 20º     |
| Rashid Yunusmetov | Pistola livre 50 m     | 555          | 17º          | Não avançou | Não avançou | 17º     |

Feminino
| Atleta               | Evento                 | Qualificação | Qualificação | Final       | Final       | Posição |
| Atleta               | Evento                 | Placar       | Posição      | Placar      | Total       | Posição |
| -------------------- | ---------------------- | ------------ | ------------ | ----------- | ----------- | ------- |
| Olga Dovgun          | Carabina de ar 10 m    | 397          | 6º           | 101,1       | 498,1       | 6º      |
| Olga Dovgun          | Carabina três posições | 588          | 3            | 98,3        | 686,3       | 6º      |
| Zauresh Baibussinova | Pistola de ar 10 m     | 382          | 13º          | Não avançou | Não avançou | 13º     |
| Zauresh Baibussinova | Pistola livre 25 m     | 571          | 31º          | Não avançou | Não avançou | 31º     |
| Elena Struchaeva     | Fossa olímpica         | 69           | 3º           | 17          | 86          | 6º      |

### Tiro com arco
Feminino
| Atleta              | Evento     | Fase de Ranking | Fase de Ranking | Fase de 64               | Fase de 32             | Oitavas                | Quartas                | Semifinais             | Final                  | Final       |
| Atleta              | Evento     | Placar          | Chave           | Adversário e resultado   | Adversário e resultado | Adversário e resultado | Adversário e resultado | Adversário e resultado | Adversário e resultado | Posição     |
| ------------------- | ---------- | --------------- | --------------- | ------------------------ | ---------------------- | ---------------------- | ---------------------- | ---------------------- | ---------------------- | ----------- |
| Anastassiya Bannova | Individual | 628             | 35º             | ITA N. Valeeva D 105-107 | Não avançou            | Não avançou            | Não avançou            | Não avançou            | Não avançou            | Não avançou |

### Triatlo
Masculino
| Atleta         | Evento    | Natação | Natação | Ciclismo | Ciclismo | Corrida | Corrida | Total       | Posição final |
| Atleta         | Evento    | Tempo   | Posição | Tempo    | Posição  | Tempo   | Posição | Total       | Posição final |
| -------------- | --------- | ------- | ------- | -------- | -------- | ------- | ------- | ----------- | ------------- |
| Daniil Sapunov | Masculino | 18m11s  | 12º     | 1m17m45s | 32º      | 32m42s  | 20º     | 1h50 m58s98 | 21º           |

### Voleibol
Feminino
| Equipe | Fase de Grupos | Fase de Grupos | Quartas de final       | Semifinal              | Final                  | Pos. |
| Equipe | Adversário e resultado | Pos.           | Adversário e resultado | Adversário e resultado | Adversário e resultado | Pos. |
| --- | --- | -------------- | ---------------------- | ---------------------- | ---------------------- | ---- |
| Yelena Ezau Olga Grushko Xeniya Ilyuchshenko Korrina Ishimtseva Olga Karpova Yuliya Kutsko Inna Matveyeva Olga Nassedkina Yelena Pavlova Tatyana Pyurova Irina Zaitseva Natalya Zhukova | SRB Sérvia D 1 - 3 (21-25; 17-25; 25-23; 21-25) ITA Itália D 0 - 3 (19-25; 15-25; 21-25) RUS Rússia D 0 - 3 (19-25; 18-25; 11-25) BRA Brasil D 0 - 3 (13-25; 6-25; 25-27) ALG Argélia V 3 - 1 (25-18; 25-20; 17-25; 25-16) | 5º (Gr. B)     | Não avançou            | Não avançou            | Não avançou            | 9º   |

### Remo
| S | Classificado(a) para as semifinais |    |                        | FA | Final A (disputa de medalhas) |  |  | FD | Final D (sem medalhas) |
| Q | Classificado(a) para as quartas    | FB | Final B (sem medalhas) | FE | Final E (sem medalhas)        |  |  |    |                        |
| R | Classificado(a) para a repescagem  | FC | Final C (sem medalhas) | FF | Final F (sem medalhas)        |  |  |    |                        |